# フラ・ガルガーリオ
フラ・ガルガーリオとして知られるジュゼッペ・ジスランディ（ Fra Galgario、元の名はGiuseppe Ghislandi、修道会に入信した後の名はVittore Ghislandi、1655年3月4日 - 1743年12月）は、イタリアの画家である。

## 略歴
ロンバルディアのベルガモで画家の息子に生まれた。宗教画を描くベルガモの画家ジャコモ・コッタ(Giacomo Cotta: 1627-1689)やバルトロメオ・ビアンキーニ(Bartolomeo Bianchini: 1635-1711)に美術を学んだ。16世紀からベルガモで活動したジョヴァンニ・バッティスタ・モローニ(1522-1579)やカルロ・チェレーザ(Carlo Ceresa: 1609-1679)、エヴァリスト・バスケニス(1617-1677) といった画家たちの作品から影響を受けたと考えられている。
1675年にヴェネツィアのサン・フランチェスコ・ダ・パオラ修道院(convento di San Francesco da Paola)の信徒となり、名前をヴィットーレとした。ヴェネツィアには1688年まで留まり、ティツィアーノやパオロ・ヴェロネーゼの作品を研究した。
一度ベルガモに戻った後、1690年から再びヴェネツィアでセバスティアーノ・ボンベッリ(Sebastiano Bombelli: 1635-1719)のもとで働き、ニッコロ・カッサーナ(Niccolò Cassana: 1659-1714)やヤン・クペツキー(1667-1740)といった肖像画家たちのスタイルからも影響を受けた。 
1701年頃、ベルガモに戻り、地元の貴族たちの肖像画を描いた。1702年にベルガモのサン・フランチェスコ・ダ・パオラ教会（chiesa di San Francesco da Paola、別名:Chiesa del Galgario）で宗教生活に入り、 「Fra Vittorio」や「 Fra Galgario」の名で知られるようになった。
肖像画家として高い評価を得て、イタリア各地の美術アカデミーの会員の称号を得た。

## 作品

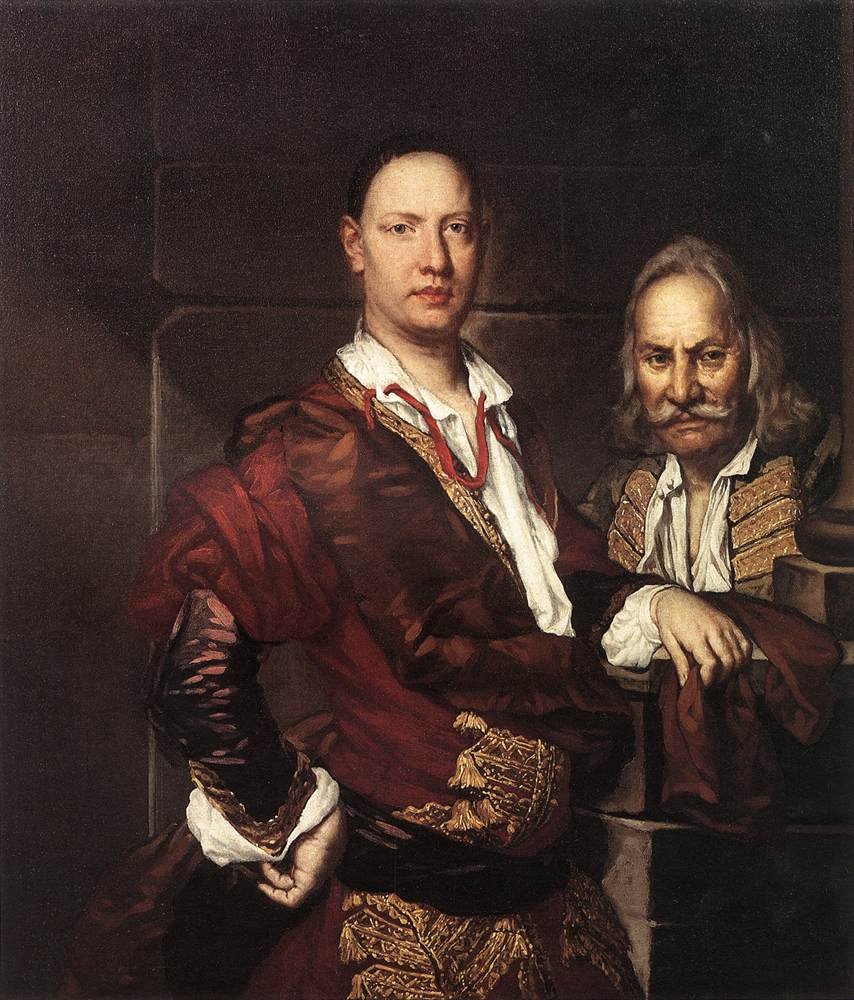
ジョバンニ・セッコ・スアルド伯爵と召使 (1720) アッカデミア・カッラーラ
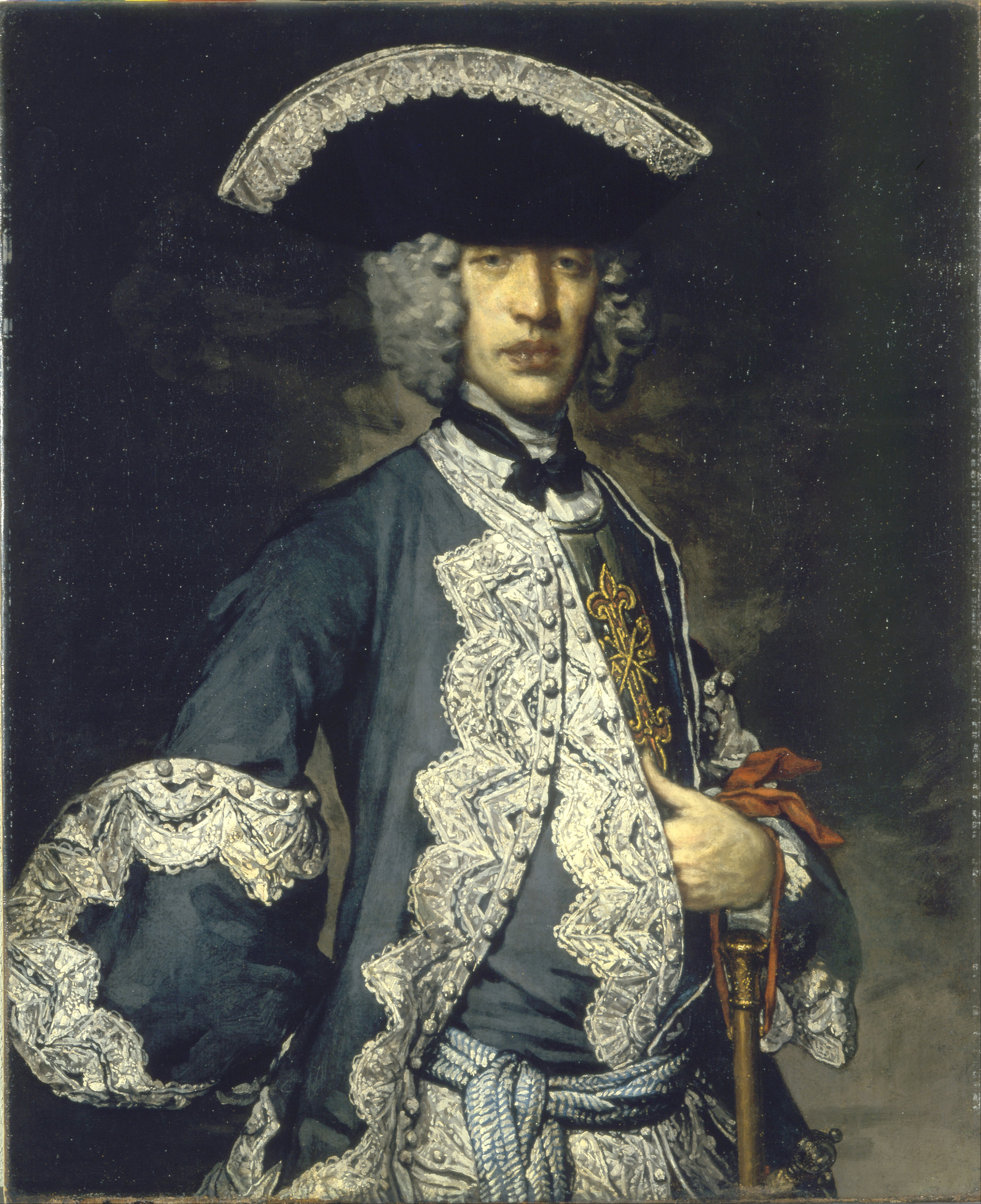
聖ジョージ騎士団員の肖像画　(c.1738) ポルディ・ペッツォーリ美術館
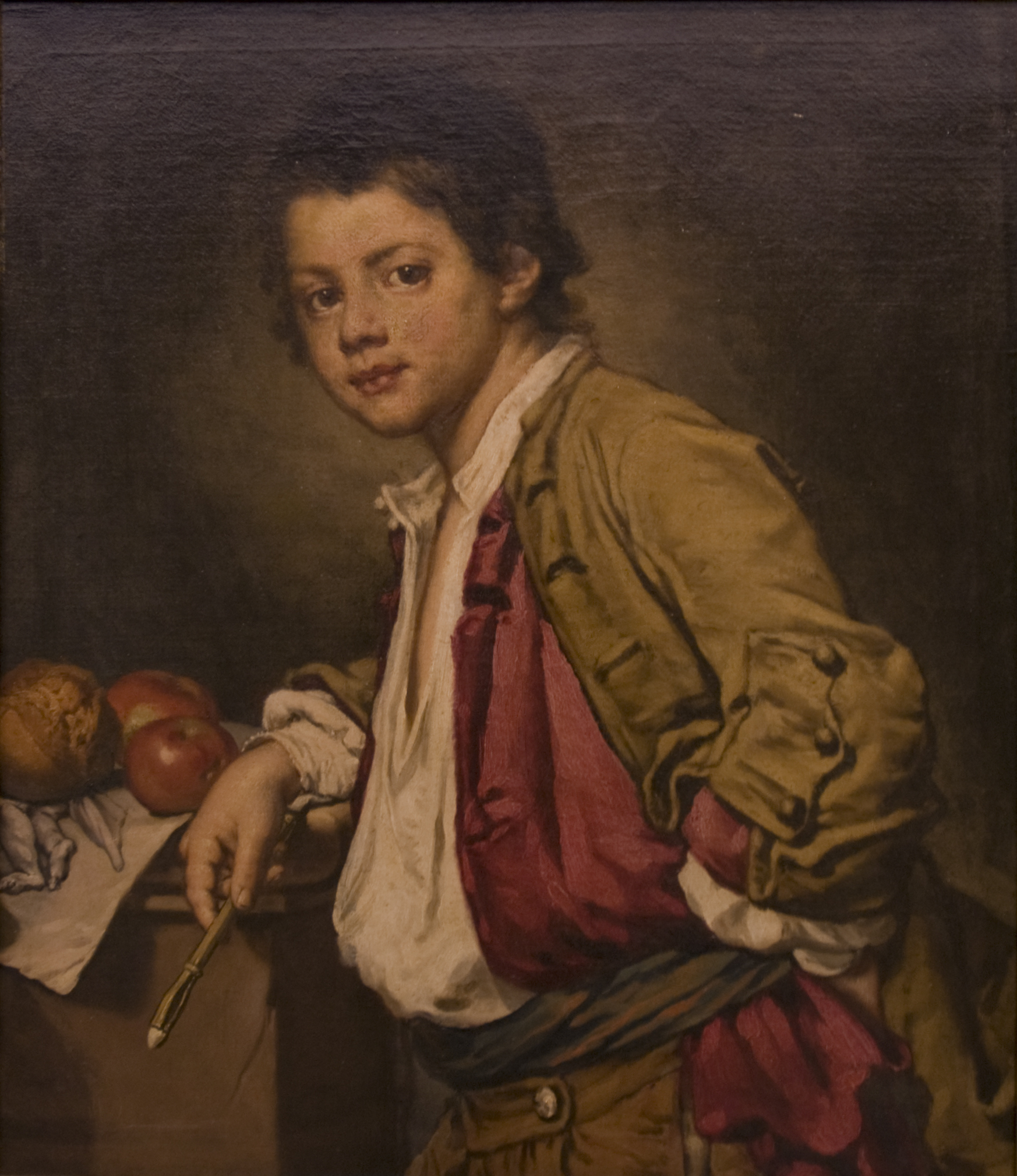
若い画家の肖像画　(1732) アッカデミア・カッラーラ
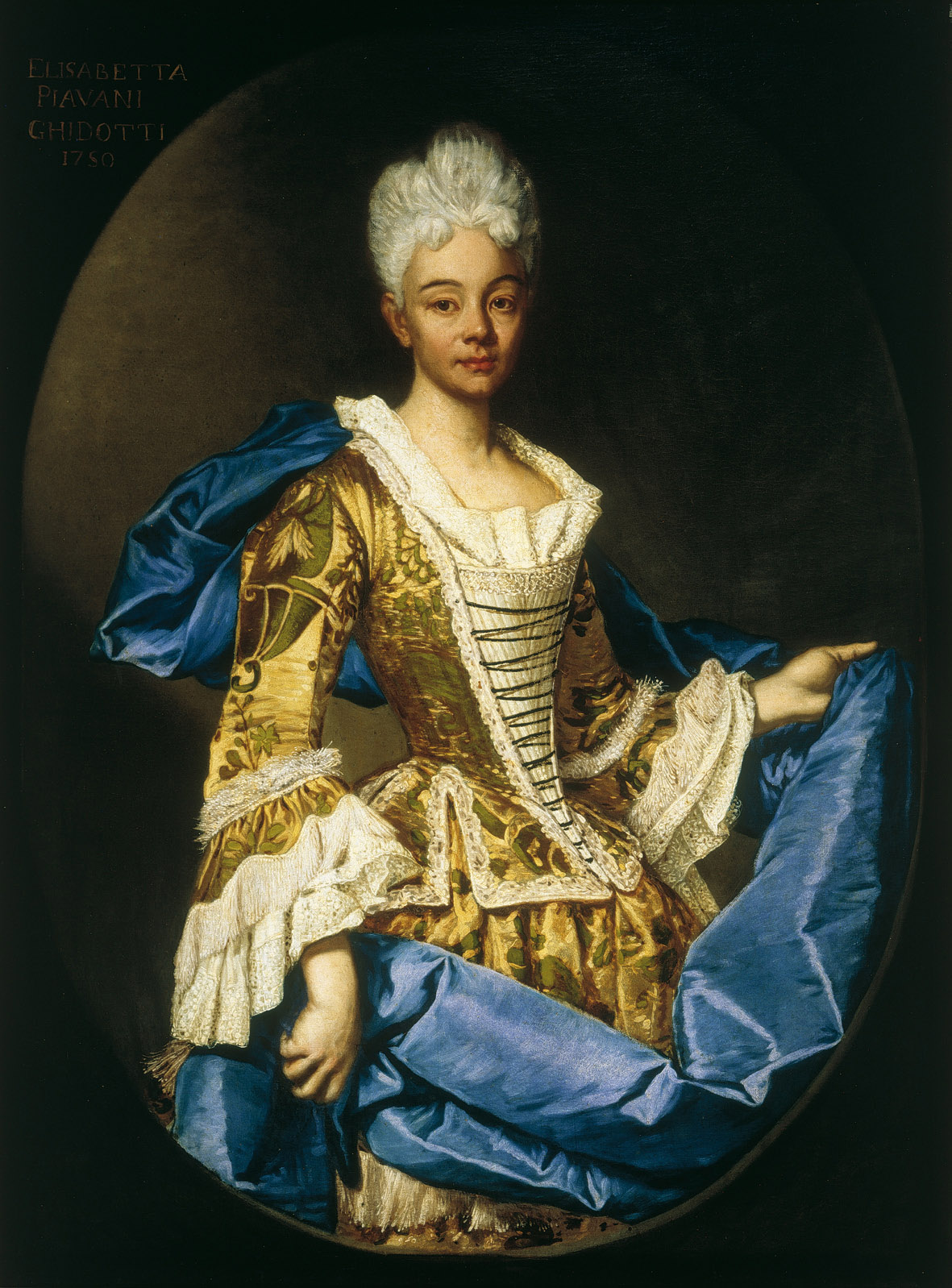
Elisabetta Piovani Ghidotti (1720/1725) アッカデミア・カッラーラ